# 帝太后
帝太后，是僅見於中國古代的太后位號，為等同於皇太后的變體位號。

## 起因
西漢漢哀帝登基後，尊漢成帝皇后趙飛燕為皇太后、皇太后王政君為太皇太后；時哀帝生母丁姬、祖母傅氏俱在，皆有資格稱皇太后、太皇太后，但僅有的兩個太后名號已經被趙飛燕與王政君所使用，為尊封生母、祖母，哀帝於是制定新名號，尊生母丁姬為恭皇后、祖母傅氏為恭皇太后，不久，兩人又分別改尊為帝太后與帝太太后（後傅氏又改號皇太太后），於是，皇太后最早的變體「帝太后」由此生焉。

## 帝太后列表
後世仍有部分朝代，由於有資格稱皇太后者為複數、又徽號系統不甚完備，仍使用帝太后一號以區別之。下列為所有被尊為帝太后的女性：
- 西漢哀帝生母丁姬：哀帝即位後，初為恭皇后，後改號為帝太后。
- 汉昭武帝生母张夫人：昭武帝即位后，尊嫡母单皇后为皇太后，尊生母张夫人为帝太后。单太后死后张夫人改称皇太后。
- 北周宣帝生母李娥姿：宣帝即位後，於宣政元年（578年）七月，尊嫡母阿史那皇后為皇太后、生母李娥姿為帝太后。
- 北周靜帝生母朱滿月：靜帝即位後，尊嫡母天元皇后楊麗華為皇太后、生母天大皇后朱滿月為帝太后。

### 特例
- 秦始皇生母趙太后，於始皇十九年（前228年）崩，諡號帝太后。